# واله سالیمبنه
واله سالیمبنه (به ایتالیایی: Valle Salimbene) یک کومونه در ایتالیا است که در استان پاویا واقع شده‌است. واله سالیمبنه ۷٫۱ کیلومتر مربع مساحت و ۱٬۳۶۸ نفر جمعیت دارد.